# آيت بلال
آيت بلال هي قرية مغربية شمال المملكة. تنتمي آيت بلال لإقليم أزيلال الساحلي. تضم هذه القرية 6.740 نسمة (إحصاء 2004).